# Знижені альпи
Знижені альпи — реліктове рослинне угрупування, зростаюче на крейдяних і вапнякових відслоненнях  Середньоруської височини. Включає багато видів, родинних рослинам  альпійського пояса гір Західної Європи, Кавказу, Сибіру.

## Рослинність
Головна особливість рослинності знижених альп — велика кількість реліктів, споріднених видам з гір Західної Європи, Кавказу та Сибіру. А саме — рослинам з альпійського пояса цих гір. У зв'язку з цим таким рослинним угрупованням і було дано назву «знижені альпи».
Знижені альпи — це низькоосочкові  кальцефітно-степові угруповання. Основним едифікатором в них є осока низька. Крім неї поширені шиверекія подільська, бурачок ленський, осока стоповидна, проломник волохатий, володушка багатожилкова, вовчі ягоди Юлії, скнара великоквіткова.
Багато видів знижених альп є ендеміками Середньоруської височини.

## Поширення знижених альп
Знижені альпи зустрічаються в східній частині Середньоруської височини, де на поверхню виходять крейдові або вапнякові породи. Ці території знаходяться в  Бєлгородській,  Воронезькій,  Курській,  Липецькій і  Тульській областях. Крайня південно-західна точка їх поширення знаходиться на південь від Бєлгорода, в районі впадання річки  Вовчої в Сіверський Донець. Далі межа ареалу йде на північ через басейн річки  Корочи. Від витоку Корочи межа переходить до витоку Оскола. Знижені альпи зосереджені на схід від лінії гирло Вовчої — витік Оскола..

## Ландшафтна різноманітність знижених альп
В межах ареалу розповсюдження рослинні угруповання знижених альп розрізняються як за флористичним складом, так і за ландшафтними особливостями зростання. На північ від Тімської гряди поширений варіант знижених альп, що росте на вапнякових відслоненнях. На південь від Тімської гряди знижені альпи ростуть на крейдяних відслоненнях.
Південний, крейдяний варіант знижених альп приурочений до останцових крейдяних ландшафтів нижнього ландшафтного ярусу. А конкретно — до корвежків і напівкорвежків, з еродованими останцево-карбонатними чорноземами, що підстилаються крейдо-мергельними оголеннями. Корвежки і напівкорвежки — це найбільш поширений з останцевих крейдяних ландшафтів. Крім них ще виділяють такі останцеві ландшафти, як крейдяні останці і діви. Корвежки представляють собою круті еродовані схили  балок і річкових долин, покриті ланцюжками з поздовжніх смужок крейдяних оголень. Здалеку ці ланцюжки виглядають як сріблясте обрамлення на тлі зеленої рослинності схилу.